# Ivančice
Ivančice (německy Eibenschütz nebo Eibenschitz) jsou město v okrese Brno-venkov v Jihomoravském kraji. Nacházejí se dvacet kilometrů jihozápadně od Brna, v Boskovické brázdě, při soutocích řeky Jihlavy s Oslavou a Rokytnou. V Ivančicích bydlí přibližně 9 900 obyvatel. Město je centrem širšího okolí a mikroregionu Ivančicko.
Jedná se o vinařskou obec ve znojemské vinařské podoblasti (viniční tratě Syslice, Marše, Pod Jakubem, Špýry).
Katastrální území města Ivančice sousedí s obcemi Biskoupky, Nová Ves, Oslavany, Neslovice, Hlína, Moravské Bránice a Nové Bránice v okrese Brno-venkov a obcemi Moravský Krumlov a Jamolice v okrese Znojmo.

## Název
Jméno osady bylo odvozeno od osobního jména Ivanek, což byla domácká podoba jména Ivan. Význam místního jména tedy byl „Ivankovi lidé“. Jméno Ivanek se používalo i v podobě Ejvanek a jméno osady je proto též doloženo (od konce 13. století) v podobě Ejvančice. Ta se stala také základem německého jména. Počáteční I- nebo Ej- se nářečně změnilo na E-/É- a některá předložková spojení (zejména v Evančicích) zapříčinila vznik tvaru Vančice, dodnes hovorovému. Lidově jsou označovány též jako Vangl.

## Historie

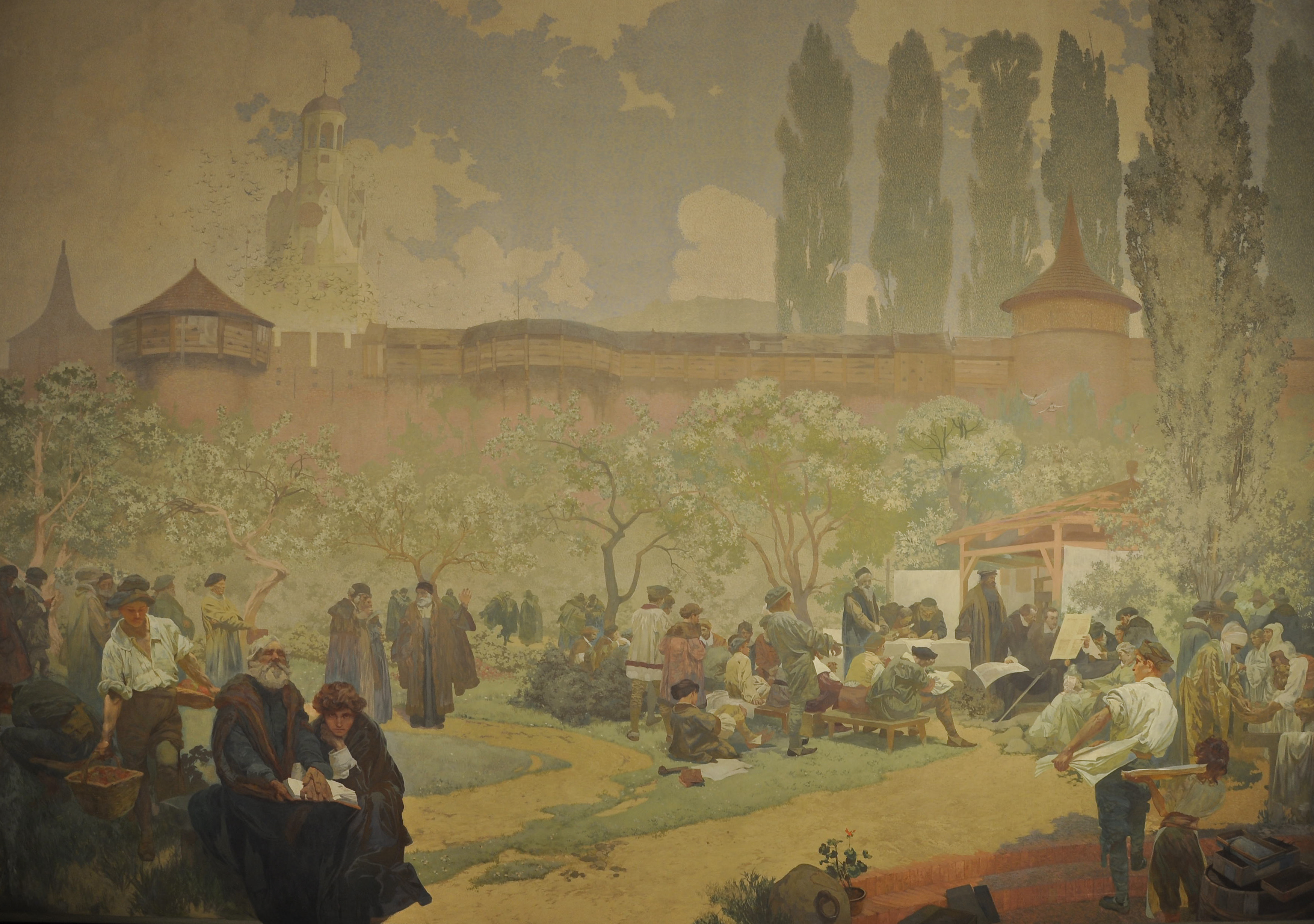
Obraz Bratrská škola v Ivančicích z cyklu Slovanská epopej od Alfonse Muchy, 1914

Ivančice byly založeny počátkem 13. století, první zmínka pochází z roku 1221, kdy jsou uváděny v predikátu Mikuláše z Ivančic, který byl zřejmě knězem. Středověké měšťanské domy na náměstí se dochovaly do dnešní doby. Svého vrcholu dosáhly v 16. století, kdy zde sídlili českobratrští biskupové a pracovala zde jejich tiskárna. V roce 1625 byla zdejší českobratrská knihovna převezena exulanty do Skalice, tam byla v roce 1671 násilně bratrské komunitě odebrána a včleněna do knihovny františkánského kláštera.
Ivančice (v jidiš אייבעשי‎, Ejbešic) měly také jednu z historicky nejstarších a nejvýznamnějších židovských obcí na Moravě. V bývalé židovské čtvrti se dodnes zachovala empírová synagoga a severně od města také místní hřbitov, jedno z nejstarších a nejrozlehlejších židovských pohřebišť na Moravě. V Ivančicích pravděpodobně v mládí žil významný judaistický kazatel a znalec talmudu Jonathan Eybeschütz (příjmení je odvozeno od německého názvu města), jehož otec byl místním rabínem.
Po roce 1848 se město stalo centrem hospodářského života celého okolí. V roce 1859 byla zřízena ivančická nemocnice.
Od 20. let 19. století do 70. let 20. století se v okolí města pěstoval chřest, známý jako lahůdka. Od 90. let 20. století zde každoročně probíhají tradiční slavnosti věnované této zelenině, je plánována také realizace malé chřestové zahrady u Stříbského mlýna.
V roce 1949 k Ivančicím připadly blízké obce Alexovice, Letkovice a Němčice. K 1. červenci 1980 pak byly k Ivančicím připojeny i obce Budkovice, Řeznovice a Hrubšice. Od roku 2003 jsou Ivančice obcí s rozšířenou působností, jejich správní obvod čítá celkem 17 obcí.

## Obyvatelstvo
| Rok            | 1869  | 1880  | 1890  | 1900  | 1910  | 1921  | 1930  | 1950  | 1961  | 1970  | 1980  | 1991  | 2001  | 2011  | 2021  |
| -------------- | ----- | ----- | ----- | ----- | ----- | ----- | ----- | ----- | ----- | ----- | ----- | ----- | ----- | ----- | ----- |
| Počet obyvatel | 6 796 | 6 513 | 6 989 | 7 265 | 7 777 | 7 999 | 8 513 | 8 040 | 8 154 | 8 558 | 9 746 | 9 448 | 9 350 | 9 468 | 9 698 |
| Počet domů     | 973   | 1 071 | 1 114 | 1 196 | 1 265 | 1 347 | 1 630 | 1 869 | 1 873 | 1 930 | 1 997 | 2 206 | 2 206 | 2 362 | 2 533 |

Vývoj počtu obyvatel města Ivančice
| Rok            | 1869  | 1880  | 1890  | 1900  | 1910  | 1921  | 1930  | 1950  | 1961  | 1970  | 1980  | 1991  | 2001  | 2011  | 2021  |
| -------------- | ----- | ----- | ----- | ----- | ----- | ----- | ----- | ----- | ----- | ----- | ----- | ----- | ----- | ----- | ----- |
| Počet obyvatel | 4 485 | 4 161 | 4 456 | 4 671 | 4 926 | 4 958 | 4 971 | 4 588 | 4 715 | 5 434 | 6 845 | 6 776 | 6 554 | 6 660 | 6 924 |
| Počet domů     | 643   | 688   | 703   | 733   | 761   | 800   | 915   | 1 000 | —     | 1 069 | 1 134 | 1 235 | 1 227 | 1 342 | 1 470 |

Vývoj počtu obyvatel části obce Ivančice

## Městská správa
Ve volebním období 2002–2006 byl starostou města Vojtěch Adam (KSČM) a místostarostou Jaroslav Pospíchal (KSČM). Ve volebním období 2006–2010 byl starostou města Vojtěch Adam (KSČM). Místostarostou byl Jaroslav Pospíchal (KSČM) a Mgr. Pavel Dočkal. Ve volebním období 2010–2014 byl starostou města poslanec Vojtěch Adam (KSČM) a místostarostou Radoslav Skála (KSČM).
V letech 2002 až 2014 byl tedy vždy starostou Vojtěch Adam (nestraník za KSČM). I když v komunálních volbách v roce 2014 získala KSČM nejvíce hlasů, na post starosty nedosáhla. Vznikla široká koalice v čele se Sdružením STAN. Na ustavujícím zasedání zastupitelstva 5. listopadu 2014 byl starostou zvolen Milan Buček (lídr STAN, člen TOP 09), uvolněným místostarostou byl zvolen Jaroslav Sojka (SsČR), neuvolněným místostarostou byl zvolen Roman Sládek (NEZ).
V komunálních volbách 2018 kandidovalo do zastupitelstva města 10 volebních stran. Volby vyhrálo politické hnutí STAN, v čele se starostou Milanem Bučkem, které získalo v patnáctičlenném zastupitelstvu 7 mandátů. Na druhém místě se umístili Soukromníci se dvěma mandáty. Třetí místo obsadila KSČM se dvěma mandáty. Po jednom mandátu v zastupitelstvu mají hnutí NEZ, ANO, KDU-ČSL a PRO Zdraví a Sport. Do zastupitelstva se nedostaly ČSSD, ODS a SPD.

### Části města
- Ivančice (k. ú Ivančice a k. ú. Kounické Předměstí) – Původní středověké město s přilehlými ulicemi a Kounickým předměstím. Součástí této části je i staré a nové sídliště, nová zástavba za židovským hřbitovem a na Boží hoře, část rodinných domů na břehu řeky za Krumlovskou ulicí. V centru města se nachází městský úřad, nemocnice, školy, obchody, kostel Nanebevzetí Panny Marie aj.
- Němčice (k. ú. Němčice u Ivančic) (od roku 1949) – Jedná se o největší část Ivančic, hned po původním městě. Nachází se jihozápadně od centra, je zde občanská vybavenost (škola, školka, obchody…). Kdysi malá vesnička dnes tvoří jižní předměstí Ivančic.
- Alexovice (od roku 1949) – Tuto část tvoří několik ulic mezi Němčicemi a Letkovicemi. Největší místní památkou je kaplička.
- Letkovice (od roku 1949) – Nacházejí se západně od Němčic a tvoří druhou největší přičleněnou vesnici Ivančic. Nachází se zde kaplička.
- Řeznovice (od roku 1980) – Tato vesnice se nachází jihozápadně od Ivančic. Nejvýznamnější místní pamětihodností je románský kostel sv. Petra a Pavla z 12. století. V Řeznovicích se nachází také základní a mateřská škola, obchod, hospoda, knihovna, fotbalové a dětské hřiště, hřbitov aj.
- Hrubšice (od roku 1980) – Nejzápadnější část města, na břehu řeky Jihlavy. Na okraji vsi se nachází zámek.
- Budkovice (od roku 1980) – Tato vesnice se nachází jižně od Ivančic směrem na Moravský Krumlov, nad řekou Rokytnou. Je zde knihovna, kaplička aj.

### Městské symboly
Znak města je historický, vlajka byla městu udělena rozhodnutím předsedy Poslanecké sněmovny Parlamentu České republiky dne 5. května 1994.
Znak je tvořen modrým štítem se třemi odvrácenými (2, 1) zlatými poháry. Vlajka je odvozena ze znaku: tvoří ji modrý list se třemi zlatými poháry dny k sobě. Osy obou horních pohárů směřují do horního rohu a horního cípu, dolní pohár kolmo k dolnímu okraji listu. Poměr šířky k délce je 2:3.

## Doprava
Ivančice leží na železniční trati Moravské Bránice – Oslavany, na níž se nachází stejnojmenná stanice a dále železniční zastávky Ivančice město a Ivančice letovisko. Městem prochází silnice II/152, II/393 a II/394.
Veřejná hromadná doprava je v rámci Integrovaného dopravního systému Jihomoravského kraje zajišťována vlakovou linkou S41 a regionálními autobusovými linkami 153, 154, 406, 423, 430, 431 a 432.

## Pamětihodnosti
- Historické jádro města je městskou památkovou zónou. Na Palackého náměstí se nachází řada historických domů. Například Frušauerův dům (čp. 195 – datován do roku 1583, upravován koncem 19. století, jednopatrový s dolní dvoulodní síní s toskánskými sloupy a zdobeným vstupním renesančním portálem), dům čp. 5 (pozdně renesanční s rozsáhlými úpravami), čp. 12 (z konce 16. století, upravován v 2. polovině 19. století, ve dvoře dochována renesanční okna a pavlač), čp. 14 (z konce 16. století, upravován v 2. polovině 19. století, jednopatrový se zaklenutou dolní síní a průjezdem) a čp. 16 (datován roku 1603, upravován koncem 19. století, jednopatrový s nevyvinutou dolní síní přístupnou nyní uzavřeným zdobeným vstupním renesančním portálem). V popředí stojí barokní mariánské sousoší z r. 1726 se sochami od Štěpána Pagana, a kašna z počátku 18. století se soškou sv. Floriána. Na jednom místě dochována i původní dlažba.
- Zaniklý Ivančický hrad
- Zámek Hrubšice
- Hradiště na Réně
- Farní kostel Nanebevzetí Panny Marie je gotická stavba pocházející ze 14. a 15. století. Hranolovitá věž kostela tvoří dominantu města. Původně stála samostatně a měla strážní funkci. Náměstí před kostelem bylo v letech 2018–2019 revitalizováno.[19]
- Románský kostel sv. Petra a Pavla v Řeznovicích. Byl postaven kolem roku 1160, renesanční loď pochází z r. 1505.
- Kaple sv. Trojice (ulice J. Fibicha) – bývalá hřbitovní kaple, vybudována roku 1560, roku 1838 přistavěna věž a kruchta. Jednolodní stavba s odsazenou apsidou a hranolovou věží na západě. V podvěží renesanční portál. Uvnitř oltář z roku 1655 a obraz sv. Trojice přemalovaný A. Muchou.[20]
- Poutní kaple sv. Jakuba stojí na jednom z nejvýše položených míst nad Ivančicemi. Původní stavba vznikla r. 1481. Křížová cesta je z 19. století. Každý rok se zde konají svatojakubské pouti.
- Modlitebna Jednoty bratrské (ulice Ve Sboru) – pozůstatky stavby náležející rozsáhlejšímu souboru staveb areálu bratrského sboru, jehož počátky se datují po roce 1536. Po roce 1623 zbořeno kněžiště kostela, požárem roku 1757 pobořena loď. Do dnešních dnů zachována z kostela věžovitá stavba a převážně zakonzervované základy zdí. Za šestibokým kněžištěm s opěráky se nalézala studna. Archeologický výzkum proveden roku 1980. V okolí se nalézají další stavby z původního souboru bratrských staveb, dnes většinou silně přestavěné. Nedaleko stojící Bratrská škola (akademie) je z konce 16. století, rozsáhle upravovaná roku 1919. Zachována klenutá síň a průjezd a některá okna se šambránami. Dále se nachází jednopatrový tzv. Bratrský dům s renesančním portálem.[20]
- Synagoga
- Dům pánů z Lipé (správně Pírkův dům) je renesanční palác, dnes je zde sídlo městského úřadu. Vystavěn v letech 1607–1611 Antoniem Valdim, stavebníkem byl Šimon Pírko. Patrně na přelomu 17. a 18. století jej získalo město. Úpravy roku 1636 (dvorní křídlo) a v 19. století (polopatro nahrazeno druhým patrem). Nárožní dvoupatrová budova se zdobným nárožním válcovým arkýřem. Přízemí a první patro s renesančními okny, vstup bohatě zdobeným renesančním portálem. Za portálem dvoulodní síň. Ve dvorním křídle v přízemí arkády a v patrech dřevěné ochozy.[20]
- Stará radnice (Palackého náměstí 9) – datovaná do roku 1544, upravovaná po požáru roku 1763 a po roce 1850. Nárožní jednopatrová budova s nárožním hranolovým arkýřem v patře, nad ním hodinová vížka. Okna mají kamenná ostění. Uvnitř budovy v přízemí místnost s bohatou sklípkovou klenbou, toutéž klenbou je vybaven i arkýř. V budově je pamětní síň A. Muchy a V. Menšíka.[20]
- Panský dům (ulice Široká) – z let 1597–1607, rozsáhle upravován v 19. a 20. století.
- Židovský hřbitov patří k nejstarším v České republice. Je zde 1500 zachovaných náhrobků z poloviny 16. stol. do r. 1946. Pohřebiště obětí rasové perzekuce ve druhé světové válce
- Hradby – vybudovány v pozdním 15. až v 1. pol. 16. století na místě staršího asi valového opevnění. Dochovány na severu, východě a jihu, místy až do výše 2,5 m. Zachovány též některé poloválcové dovnitř otevřené bašty. Dochován i zbytek zřejmě branské věže.[20]
- Viadukt přes řeku Jihlavu byl postavený v r. 1870 pro železniční trať Brno - Vídeň je vysoký 42 m a 360 m dlouhý. V 19. století byl nejvýznamnějším technickým dílem svého druhu na území Rakouska-Uherska. Roku 1999 byl tento most sejmut a část s jedním pilířem byla ponechána jako technická památka.
- Rozhledna Alfonse Muchy – stojící na kopci Réna jižně od Ivančic.
- Rozhledna Na Oklikách
- Přírodní rezervace Nad řekami
- Přírodní památka Bouchal
- Přírodní památka Pekárka

## Školy

### Mateřské školy
- Mateřská škola (Ivančice, ulice Na úvoze)
- Mateřská škola (Ivančice, ulice Chřestová)
- Mateřská škola (Ivančice, ulice Široká)
- Mateřská škola (Ivančice, Němčice)
- Mateřská škola (Ivančice, Alexovice)
- Mateřská škola (Ivančice, Řeznovice)

### Základní školy
- Základní škola T. G. Masaryka (Ivančice, ulice Na Brněnce)
- Základní škola Vl. Menšíka (Ivančice, Komenského nám. a ulice Růžová)
- Základní škola (Ivančice, Němčice)
- Základní škola (Ivančice, Řeznovice)
- Základní škola pro sluchově postižené (Ivančice, ulice Široká)

### Střední školy
- Gymnázium Jana Blahoslava (Ivančice, ulice Lány)
- Střední škola dopravy, obchodu a služeb Moravský Krumlov (Ivančice, ulice Krumlovská)

### Ostatní školy
- Středisko volného času Ivančice

### Dětské domovy
- Dětský domov Ivančice (Ivančice, ulice Široká)

## Knihovny
- Městská knihovna Ivančice (ulice Mjr. Nováka)
- Místní knihovna Budkovice
- Místní knihovna Letkovice
- Místní knihovna Němčice
- Místní knihovna Řeznovice

## Hřbitovy
- Židovský hřbitov (ulice Mřenková)
- Křesťanský hřbitov Ivančice (ulice Hřbitovní a Novohorská)
- Hřbitov Řeznovice
- Hřbitov Budkovice

## Osobnosti
Nejznámějšími ivančickými rodáky jsou světoznámý malíř Alfons Mucha a populární herec a bavič Vladimír Menšík. Oběma je věnována muzejní expozice na Staré radnici.

### Rodáci
- Vojtěch Adam (* 1950), politik, lékař
- Guido Adler (1855–1941), hudební vědec a skladatel
- Petr Bende (* 1977), zpěvák a skladatel
- Jiří Bis (1941–2018), politik a odborník na energetiku
- Karel Sokol Elgart (1874–1929), spisovatel, dramatik a literární kritik
- Tereza Fajksová (* 1989), modelka
- Adam Hložek (* 2002), fotbalista
- Břetislav Horyna (* 1959), filozof a religionista
- Marie Jirásková (* 1964), výtvarnice a scénografka
- Theodor Kilian (1894–1978), esperantista
- Matěj Klíma (* 1999), házenkář
- Jaromíra Knapíková (* 1972), historička, archivářka
- Beneš Method Kulda (1820–1903), kněz, spisovatel a sběratel lidových písní a pohádek
- Jaroslav Matějka (1927–2010), spisovatel, scenárista, publicista, filmař a historik
- Lukáš Mareček (* 1990), fotbalista
- Vladimír Menšík (1929–1988), herec, komik a bavič
- Alfons Mucha (1860–1939), secesní malíř a designér
- Václav Novotný (1869–1932), historik, syn hudebního skladatele téhož jména
- Joachim Oppenheim (1832–1891), rabín a spisovatel
- Kristýna Pálešová (* 1991), sportovní gymnastka
- Karl Panowsky (1833–1894), mlynář a politik
- Jaroslav Peprník (* 1927), filolog a lingvista
- Jan Procházka (1929–1971), spisovatel a scenárista
- Zdeněk Růžička (1925–2021), gymnasta
- Jaroslav Studený (1909–1968), válečný pilot RAF, bratr Lubomírův[21][22]
- Lubomír Studený (1910–1945), odbojář
- Miroslav Vítek (1909–1976), koulař a diskař
- Hugo Weisgall (1912–1997), americký hudební skladatel a dirigent

### Další
- Jan Blahoslav (1523–1571), humanistický spisovatel, teolog, historik a biskup Jednoty bratrské
- Antonín Dvořák (1848–1918), advokát a radní v Ivančicích, zemský poslanec
- Jiří Dvořák (1891–1977), akademický malíř
- Jonathan Eybeschütz (1690–1794), rabín
- Barbora Krejčíková (* 1995), tenistka
- Václav Novotný (1828–1895), hudební skladatel, v Ivančicích působil jako učitel a napsal zde historickou studii Školní radovánky v Ivančicích (1870)
- Václav Solín (1527–1566), kněz Jednoty bratrské, hudebník, spisovatel a správce bratrské tiskárny v Ivančicích
- Adolf Tesař (1885–1942), vlastenecký kněz a farář Římskokatolické farnosti Ivančice
- Augustin Uher (1908–1985), novinář, spisovatel a historik
- Karel starší ze Žerotína (1564–1636), moravský šlechtic a politik

## Partnerská města
- Soyaux, Francie
- Sládkovičovo, Slovensko
- Radovljica, Slovinsko
- Aleksandrów Kujawski, Polsko

Přeshraniční spolupráce:
- Stronsdorf, Rakousko
- Stupava, Slovensko

## Fotogalerie

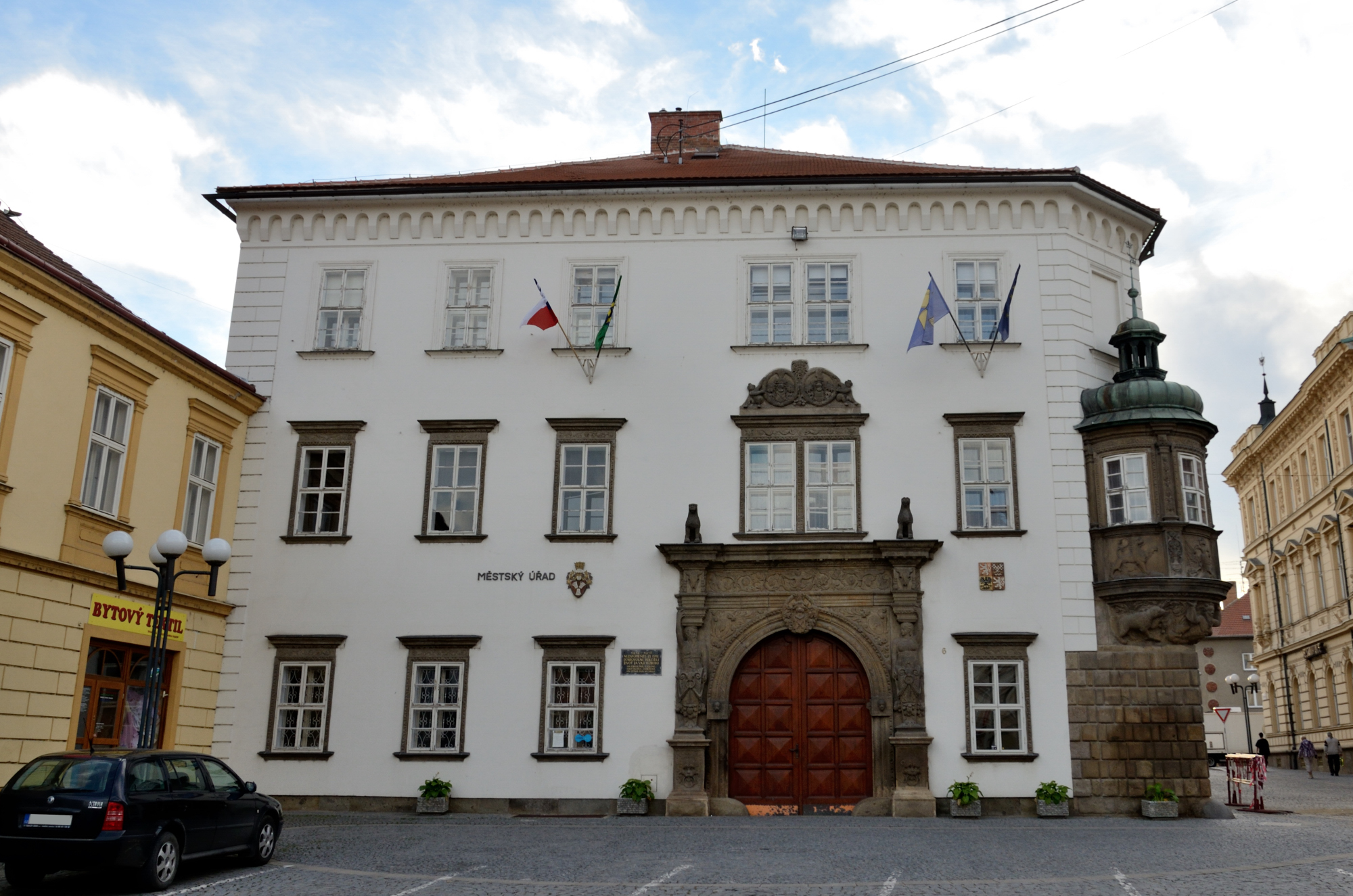
Ivančická radnice umístěná v Domě pánů z Lipé
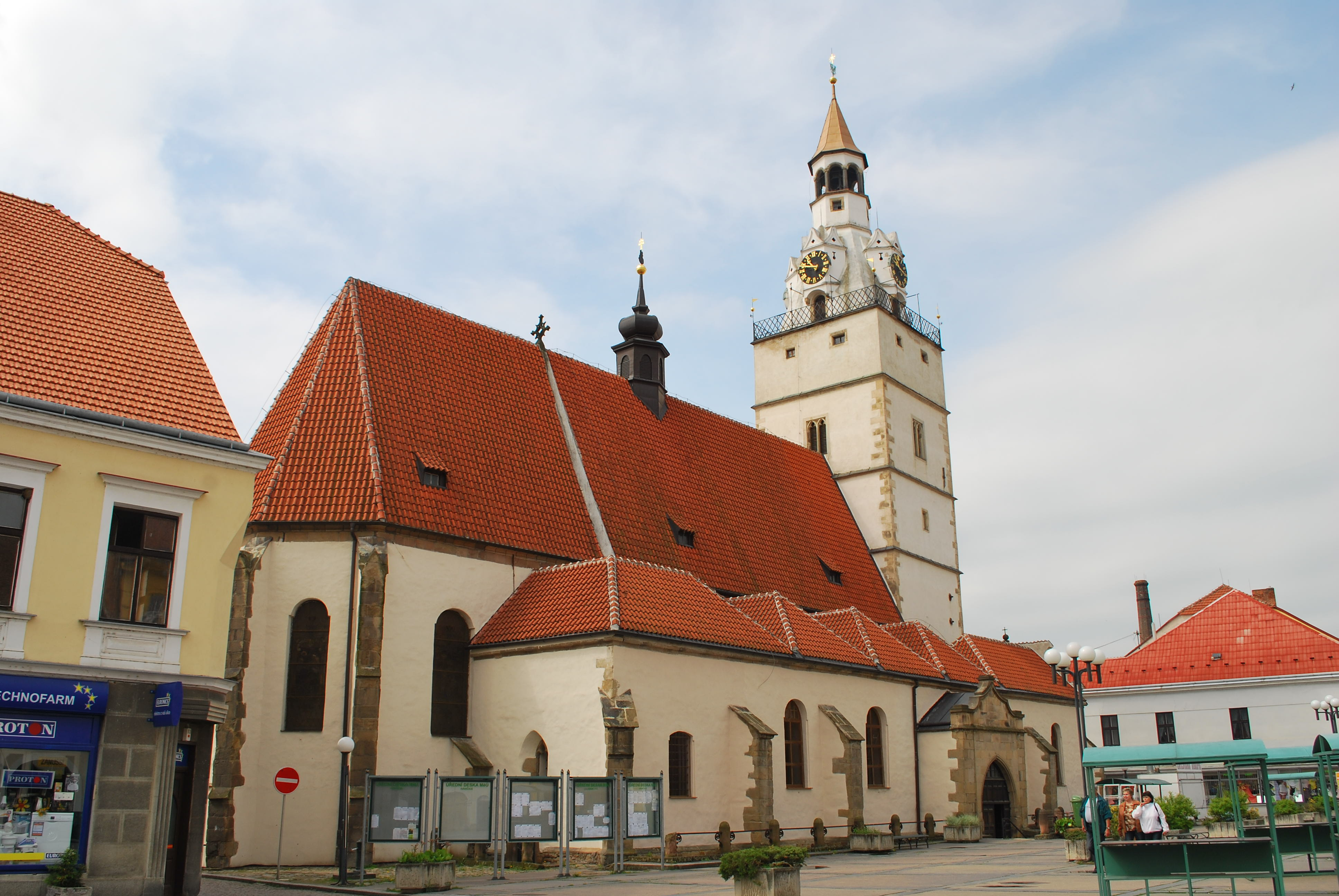
Farní chrám Nanebevzetí panny Marie
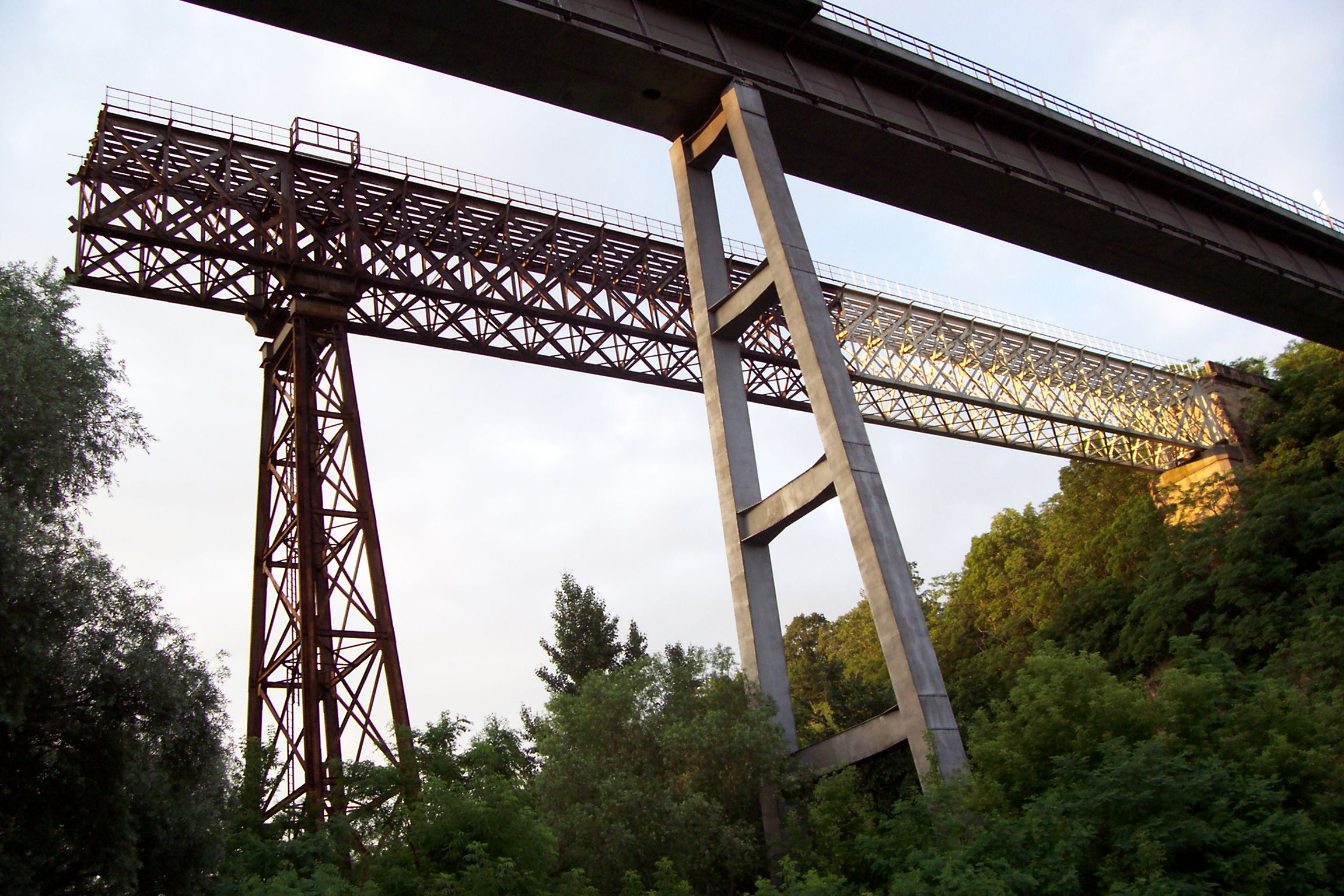
Poslední zbytek dnes již téměř rozebraného Ivančického viaduktu (vyfotografováno 2. července 2006
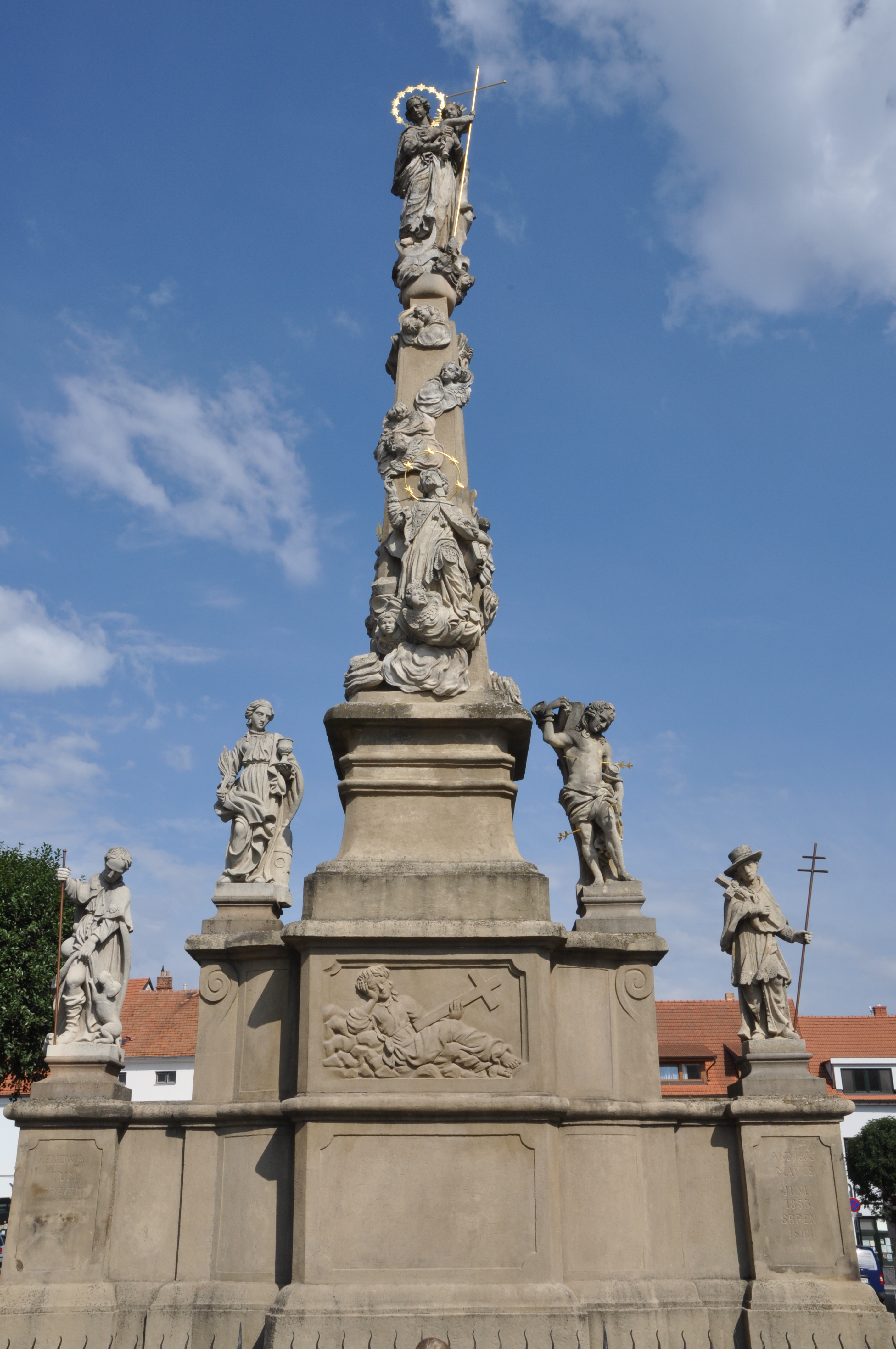
Barokní sousoší z 18. století
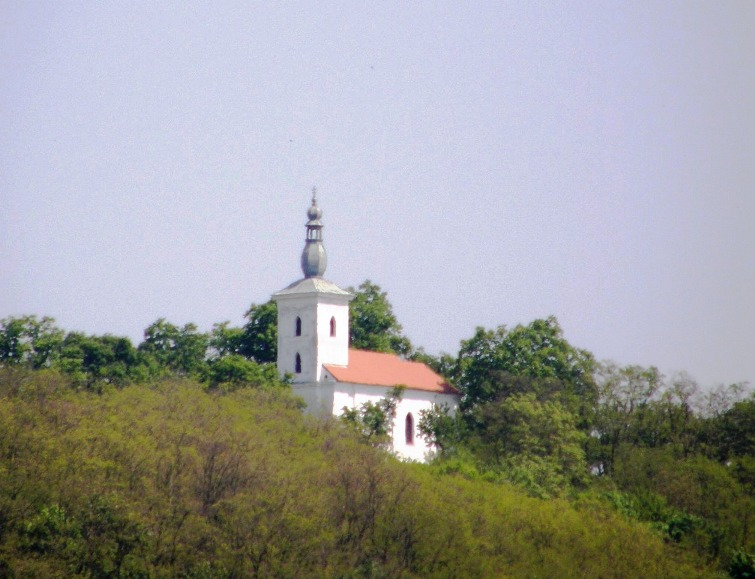
Svatý Jakub – nejvýše položené místo nad Ivančicemi
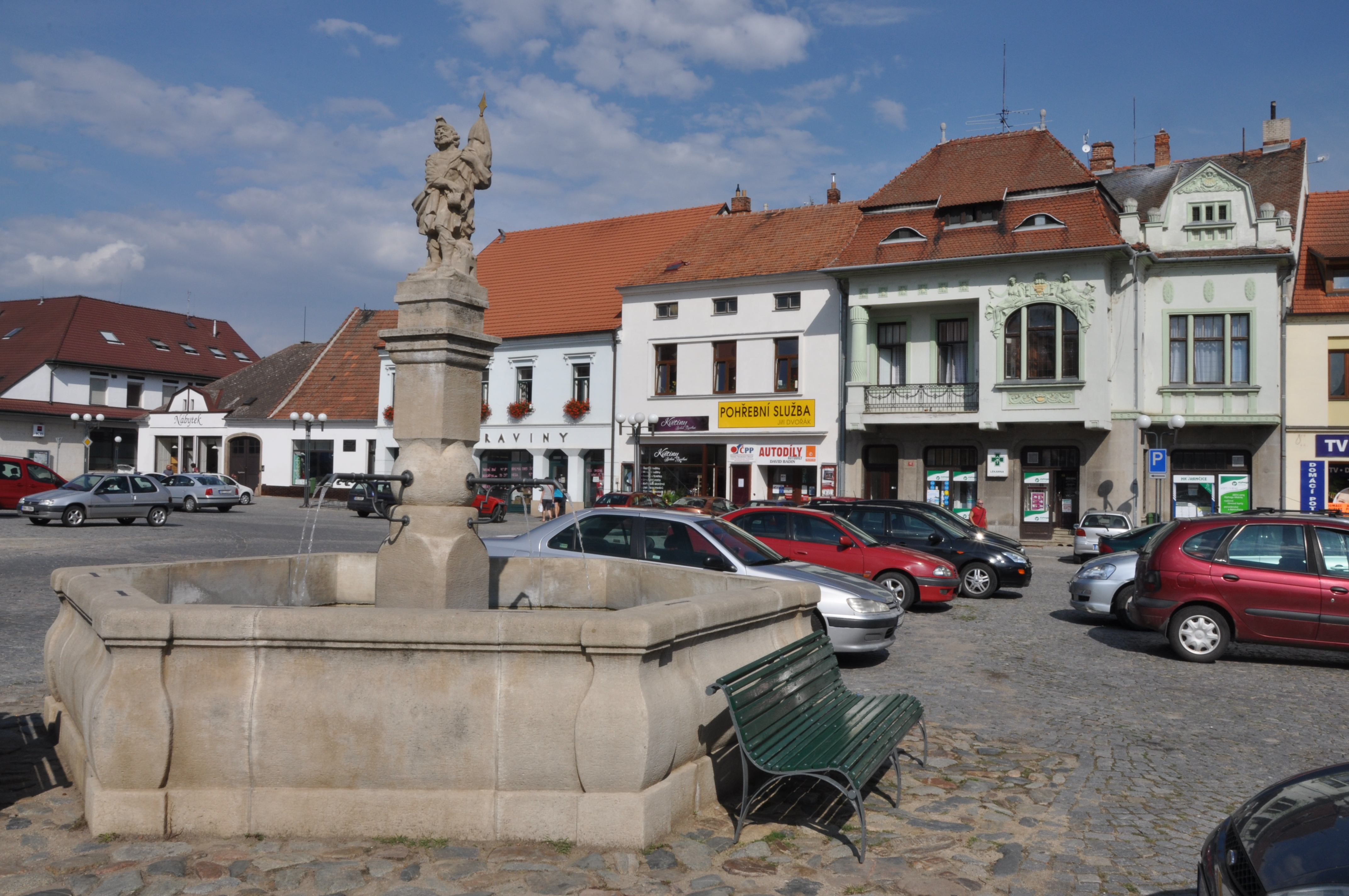
Kašna se soškou sv. Floriána
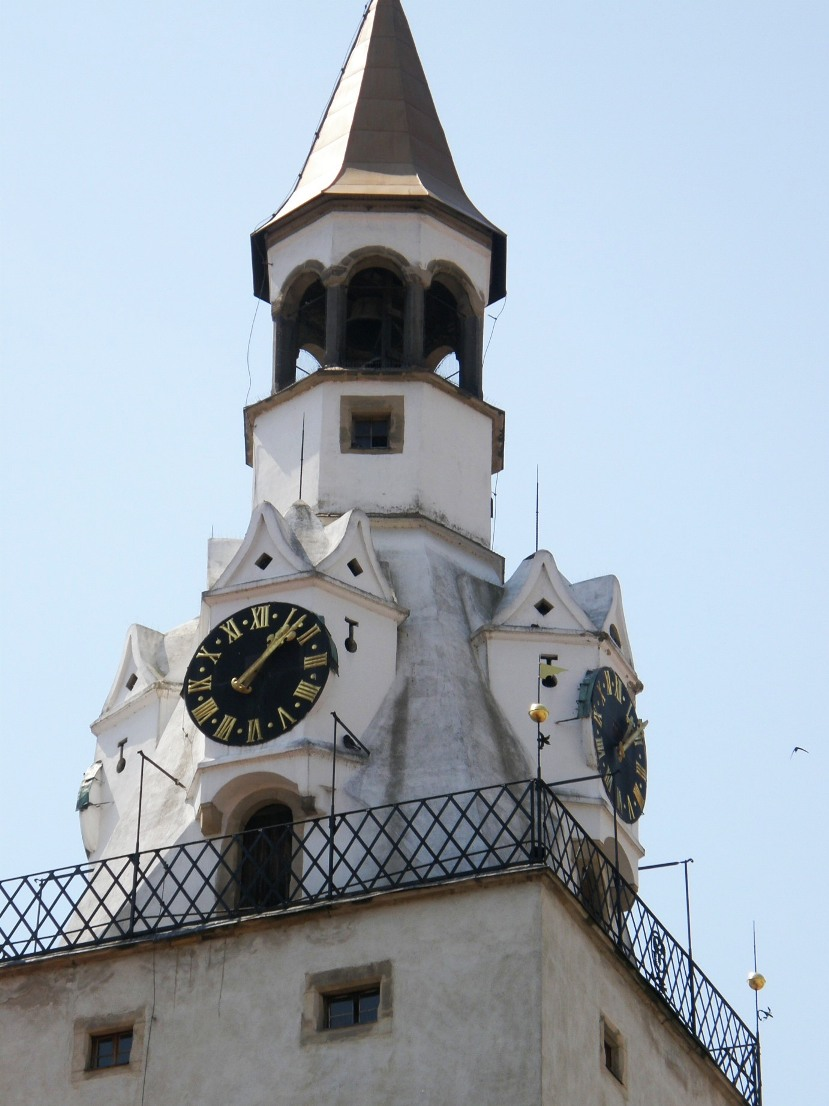
Farní chrám Nanebevzetí Panny Marie – věž